# Microcharon reginae
Microcharon reginae là một loài chân đều trong họ Microparasellidae. Loài này được Dole & Coineau miêu tả khoa học năm 1987.